# 西久保八幡貝塚
西久保八幡貝塚（にしくぼはちまんかいづか）は、東京都港区虎ノ門5丁目の西久保八幡神社境内にある縄文時代の貝塚。東京都指定文化財（史跡）。

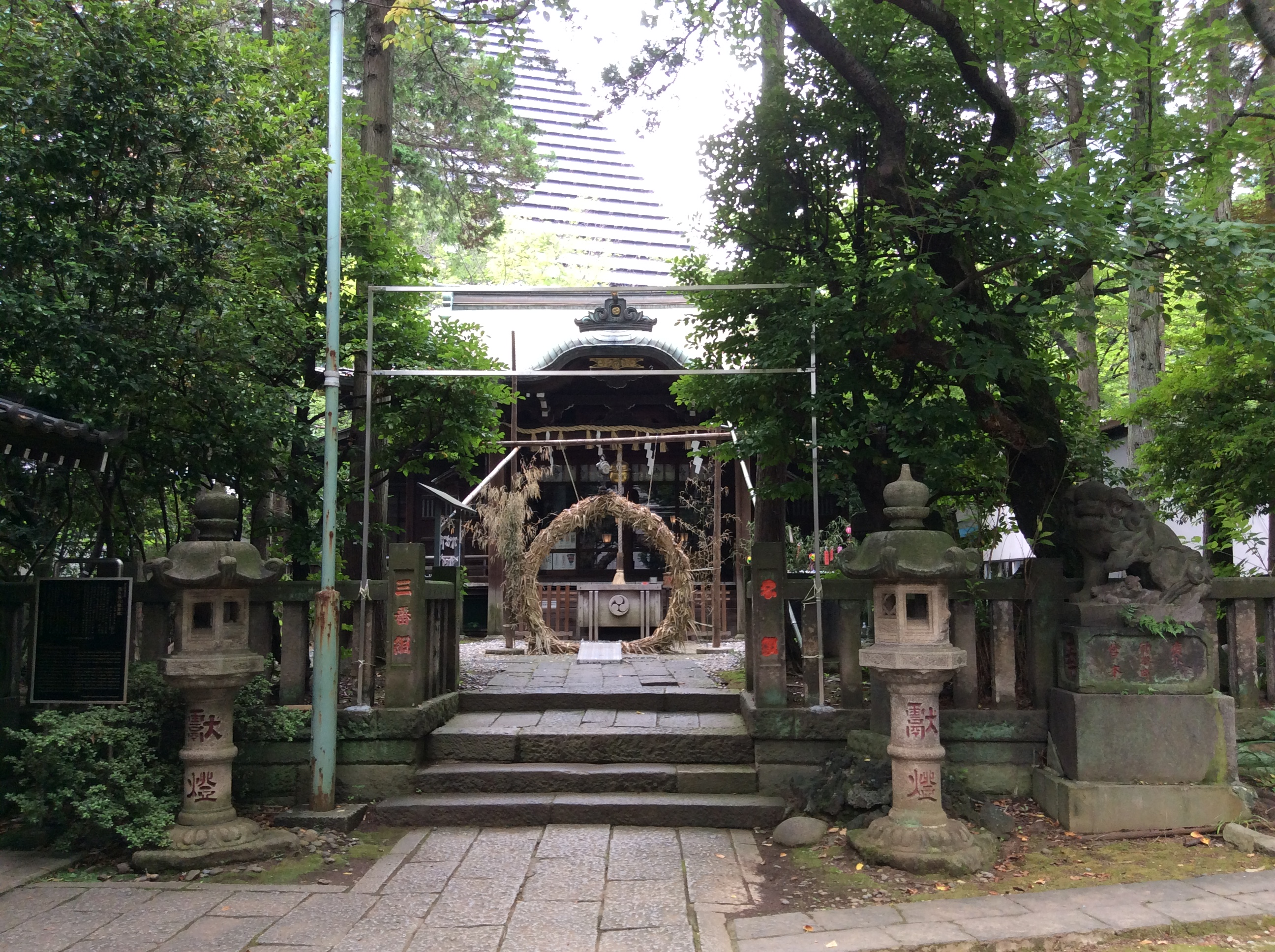
西久保八幡神社（2016年7月2日撮影）

## 概要
西久保八幡神社は住所表記では虎ノ門といっても虎ノ門の最南端、隣りの施設の住所は麻布台になる場所にあり、六本木から南東方向に延びる台地の上にある。現在は海からは遠いが縄文時代には縄文海進で海面が高かったため海には程近い場所であった。
土地開発が進んでいる東京の貝塚は人の手による破壊が進み、ほとんど消滅しているが、神社境内にあった西久保八幡貝塚は良い保存状態で残されていた。
西久保八幡神社敷地内に貝塚があることは1933年の調査で判明し縄文時代後半の貝塚として知られていたが、詳しい調査は行われていなかった。1983年、東京都教育委員会が国庫補助を受けて実施した東京都心部遺跡分布調査団によって西久保八幡神社社殿裏に幅2メートル長さ10メートルの溝を掘って調査が行われている。
台地の斜面上にある貝層は堀之内Ⅱ期から加曾利BⅠ期のハイガイ、ハマグリを主とする下にある貝層と加曾利BⅡ期から曽谷期のかけてのオキシジミガイ、オオノガイを主とする上に位置する貝層の2層が見つかっている。ハイガイ、オオノガイいずれも海水産の貝である。貝層上層と下層の間に貝層形成期の空白があるように見えるが、調査範囲が狭い結果で、出土土器の解析からはこの貝塚の形成は縄文時代後期前葉の堀之内式土器の時代から縄文時代後期後葉の安行式土器の時代まで連続していると考えられている。
出土した貝や動物骨は貝が28種、魚類が23種、両生類3種、爬虫類2種、鳥類2種、哺乳類8種であった。貝層の上下で主となる貝の種類が異なるが、発見される魚骨も上に行くほど種類が少なくなっている。哺乳類はウサギ、タヌキ，キツネ、シカ、イノシシ、ネズミ、コウモリ、モグラなどの骨が見つかっているが、最も多く見つかっているのはイノシシの骨である。
土器は種類多く見つかっている。深鉢形土器、鉢形土器、注口土器など丹念に磨いたり美しい文様をつけた精製土器や比較的単純な粗製土器が多数見つかるほか、石器や牙・骨製品も発掘されている。骨角器作る際に用いられたみられる砥石も見つかっている。

## 考察
比較的近くにある伊皿子貝塚や丸山貝塚では豊富な貝殻が発掘されるが土器や獣魚骨などは少なくこれらが建物跡ではなく貝の加工場跡であると推察されるのに比べて、西久保八幡貝塚では相対的に貝殻の出土量に比べて土器や石器、牙・骨製品、あるいは獣骨が多く見られる。西久保八幡貝塚はこの付近に住民の住まいがあり、生活に伴うゴミ捨て場であったのだろうと考えられている。